# Dicranomyia (Glochina) perobtusa
Dicranomyia (Glochina) perobtusa is een tweevleugelige uit de familie steltmuggen (Limoniidae). De soort komt voor in het Palearctisch en Oriëntaals gebied.